# سيشل
سيشل وتعرف رسميًا باسم جمهورية سيشل (بالفرنسية:République des Seychelles) هي دولة جزيرية وأرخبيلية تتألف من 155 جزيرة (بحسب ما جاء في الدستور) تقع في المحيط الهندي. تبعد فيكتوريا، وهي العاصمة وأكبر مدينة، مسافة 1,500 كيلومتر (800 ميل بحري) شرق البر الرئيسي لإفريقيا. تشمل الدول والأقاليم الجزيرية المجاورة لها كلًا من جزر القمر، ومدغشقر، وموريشيوس، وإقليمي ما وراء البحار الفرنسيين مايوت وريونيون من الجنوب، وجزر المالديف وأرخبيل تشاغوس (الواقع تحت إدارة المملكة المتحدة تحت تسمية إقليم المحيط الهندي البريطاني) من الشرق. تعد سيشل أصغر بلدان إفريقيا. وكذلك أصغر دولة إفريقية ذات سيادة من حيث عدد السكان إذ قدر عدد سكانها بنحو 100,600 نسمة في عام 2022.
لم تكن سيشل آهلةً بالسكان قبل أن يكتشفها الأوروبيون خلال القرن السادس عشر. كانت عرضة مصالح متضاربة بين الفرنسيين والبريطانيين حتى وقعت تحت السيطرة البريطانية الكاملة إبان أواخر القرن الثامن عشر. تطورت سيشل من مجتمع زراعي بمجمله إلى اقتصاد متنوع قائم على السوق، متميزًا بالأنشطة في مجال الخدمات والقطاع العام والسياحة، وذلك منذ إعلان استقلالها عن المملكة المتحدة في عام 1976. شهد الناتج المحلي الإجمالي الاسمي نموًا بنسبة تناهز 700%، وبلغ معدل نمو تعادل القوة الشرائية نحو 1600% خلال الفترة الممتدة من عام 1976 حتى عام 2015. اتخذت الحكومة خطوات عدة لتشجيع الاستثمار الأجنبي منذ أواخر العقد الثاني من القرن الحادي والعشرين.
تمتعت سيشل بأعلى معدل من الناتج المحلي الإجمالي للفرد الواحد في القيمة الاسمية بين جميع الدول الإفريقية منذ مطلع القرن الحادي والعشرين. كذلك تصدرت مؤشر التنمية البشرية بين الدول الإفريقية. واحتلت سيشل المرتبة الثالثة والأربعين بين الديمقراطيات الانتخابية على مستوى العالم، وجاءت في صدارة الديمقراطيات الانتخابية في أفريقيا بحسب مؤشرات «في ديم» للديمقراطية لسنة 2023.
تعد ثقافة ومجتمع سيشل مزيجًا انتقائيًا من التأثيرات الفرنسية والبريطانية والإفريقية الممتزجة مع عناصر صينية وهندية. تعد البلاد عضوًا في كل من الأمم المتحدة، والاتحاد الإفريقي، ومجموعة التنمية لإفريقيا الجنوبية، ورابطة دول الكومنولث.

## السياسة
يُنتخب رئيس سيشل، وهو رأس الدولة ورئيس الحكومة، عن طريق التصويت الشعبي لولاية قدرها خمس سنوات. يشرف الرئيس على مجلس الوزراء ويعين أعضاءه شريطة حصوله على موافقة غالبية أعضاء المجلس التشريعي. يشغل وافيل رامكالاوان منصب رئيس الجمهورية اعتبارًا من عام 2023.
يتألف البرلمان السيشلي أحادي المجلس (الجمعية الوطنية) من 35 عضوًا. وينتخب 26 من هؤلاء انتخابًا مباشرًا عن طريق التصويت الشعبي، في حين يعين أعضاء المقاعد التسعة المتبقية بالتناسب مع نسبة الأصوات التي يحصل عليها كل حزب. يشغل جميع الأعضاء ولايةً مدتها خمس سنوات.
تعد المحكمة العليا في سيشل، التي استحدثت عام 1903، أعلى محكمة ابتدائية في سيشل وأول محكمة استئناف من جميع المحاكم والهيئات القضائية الدنيا. تعتبر محكمة الاستئناف في سيشل أرفع محكمة قانونية في سيشل، والتي تمثل محكمة الاستئناف النهائية في البلاد.

### الثقافة السياسية
تولى فرانس-ألبير رينيه، وهو رئيس سيشل طويل الأمد، مقاليد السلطة بعد أن أطاح أنصاره برئيس البلاد الأول جيمس مانشام، في انقلاب بتاريخ 5 يونيو عام 1977، ونصبوه رئيسًا. كان رينيه يشغل منصب رئيس الوزراء آنذاك. حكم رينيه كطاغية في ظل نظام اشتراكي تحت قيادة الحزب الواحد حتى أجبر على إدخال نظام متعدد الأحزاب في عام 1993. تنحى عن سدة الحكم في عام 2004 لصالح نائبه جيمس ميشيل الذي أعيد انتخابه في عام 2006 وعام 2011، ومرة أخرى في عام 2015. أعلن مكتب الرئيس في يوم 28 سبتمبر 2016 عن تنحي ميشيل بدءًا من يوم 16 أكتوبر، وأن نائب الرئيس داني فور سيكمل بقية ولاية ميشيل.
انتخب وافيل رامكالاوان، وهو كاهن أنجليكي يبلغ من العمر 59 عامًا، كخامس رئيس لجمهورية سيشل بتاريخ 26 أكتوبر عام 2020. كان رامكالاوان عضوًا معارضًا في البرلمان خلال الفترة الممتدة من عام 1993 حتى عام 2011، وخلال الفترة من عام 2016 حتى عام 2020. تولى زعامة المعارضة خلال الفترة من عام 1998 حتى عام 2011، ومن عام 2016 حتى عام 2020. هزم رامكالاوان شاغل المنصب داني فور بنسبة 54.9% إلى 43.5% من الأصوات. كانت هذه المرة الأولى التي تفوز فيها المعارضة بالانتخابات الرئاسية.
تشمل الأحزاب السياسية الرئيسية حزب الشعب الاشتراكي الذي حكم في السابق لفترة طويلة الأجل، والذي كان يعرف باسم حزب الجبهة الشعبية التقدمية السيشلية حتى عام 2009، ويعرف الآن باسم حزب سيشل المتحدة، والحزب الوطني السيشلي الليبرالي الاشتراكي.
أجريت انتخابات الجمعية الوطنية خلال الفترة الممتدة من 22 إلى 24 أكتوبر عام 2020. شكل كل من الحزب الوطني السيشلي والحزب السيشلي للعدالة الاجتماعية والديمقراطية وحزب سيشل المتحدة ائتلافًا تحت اسم التحالف الديمقراطي السيشلي (لنيون ديموكراتيك سيشلوا). حصل التحالف على 25 مقعدًا، في حين حصل حزب سيشل المتحدة على 10 من مقاعد الجمعية الوطنية البالغ عددها 35 مقعدًا.

## الثقافة

### التعليم
تتمتع سيشيل بأعلى معدل لمحو الأمية بين جميع بلدان إفريقيا جنوب الصحراء الكبرى. واعتبارًا من عام 2018، يستطيع 95.9% من السكان ممن تبلغ أعمارهم 15 عامًا فأكثر، القراءة والكتابة في سيشل بحسب ما جاء في كتاب حقائق العالم الصادر عن وكالة المخابرات المركزية.
كانت الفرص التعليمية الرسمية المتاحة في سيشل قليلة حتى منتصف القرن التاسع عشر. افتتحت الكنائس الكاثوليكية والأنجليكية مدارس تبشيرية في عام 1851. واصلت البعثة التبشيرية الكاثوليكية في ما بعد إدارة المدارس الثانوية الخاصة بالبنين والبنات بمساعدة عدد من الرهبان والراهبات من الخارج، وذلك حتى بعد أن أصبحت الحكومة مسؤولة عنهم في عام 1944.
افتتحت كلية لتأهيل المعلمين في عام 1959، وجاء ذلك بالتزامن مع تنامي عدد المعلمين المؤهلين محليًا، وسرعان ما استحدثت العديد من المدارس الجديدة. دخل نظام يكفل التعليم المجاني حيز التطبيق بدءًا من عام 1981، وهو ما جعل الحضور إلزاميًا لجميع الأطفال من الصف الأول حتى الصف التاسع، ابتداءً من سن السادسة. تبلغ نسبة الأطفال الملتحقين بالمدارس الابتدائية 94%.
ارتفع معدل محو الأمية بين الأطفال الذين بلغوا السن الدراسي إلى أكثر من 90% بحلول أواخر ثمانينيات القرن العشرين. لم يتعلم العديد من السيشليين الأكبر سنًا القراءة أو الكتابة في طفولتهم؛ ولذلك ساعدت فصول تعليم البالغين في رفع معدل محو الأمية بين البالغين من 60% إلى نسبة مزعومة بلغت 96% في عام 2020.
يبلغ إجمالي عدد المدارس في سيشل 68 مدرسة. يتألف نظام المدارس العامة من 23 دار حضانة، و25 مدرسة ابتدائية، و13 مدرسة ثانوية. تقع هذه المدارس في جزر ماهيه، وبراسلين، ولا ديغو، وسيلويت. علاوةً على ذلك، ثمة ثلاث مدارس خاصة: المدرسة الفرنسية، والمدرسة الدولية، والمدرسة المستقلة. تقع جميع المدارس الخاصة في ماهيه، ولكن يوجد فرع للمدرسة الدولية في براسلين. توجد سبع مدارس خاصة بمرحلة التعليم ما بعد الثانوي (غير الجامعي): كلية سيشل للفنون التطبيقية، وكلية الدراسات المتقدمة، وأكاديمية سيشل للسياحة، وجامعة سيشل للتعليم، ومعهد سيشل للتقانة، ومركز التأهيل البحري، ومركز سيشل للتأهيل الزراعي والبستاني، والمعهد الوطني للدراسات الصحية والاجتماعية.
أطلقت الإدارة عدة خطط لافتتاح جامعة في محاولة للحد من هجرة الأدمغة الحاصلة. افتُتحت جامعة سيشل المتأسسة بالاشتراك مع جامعة لندن بتاريخ 17 سبتمبر عام 2009 في ثلاثة مواقع، وتتميز بتقديمها مؤهلات من جامعة لندن.

## الجغرافيا

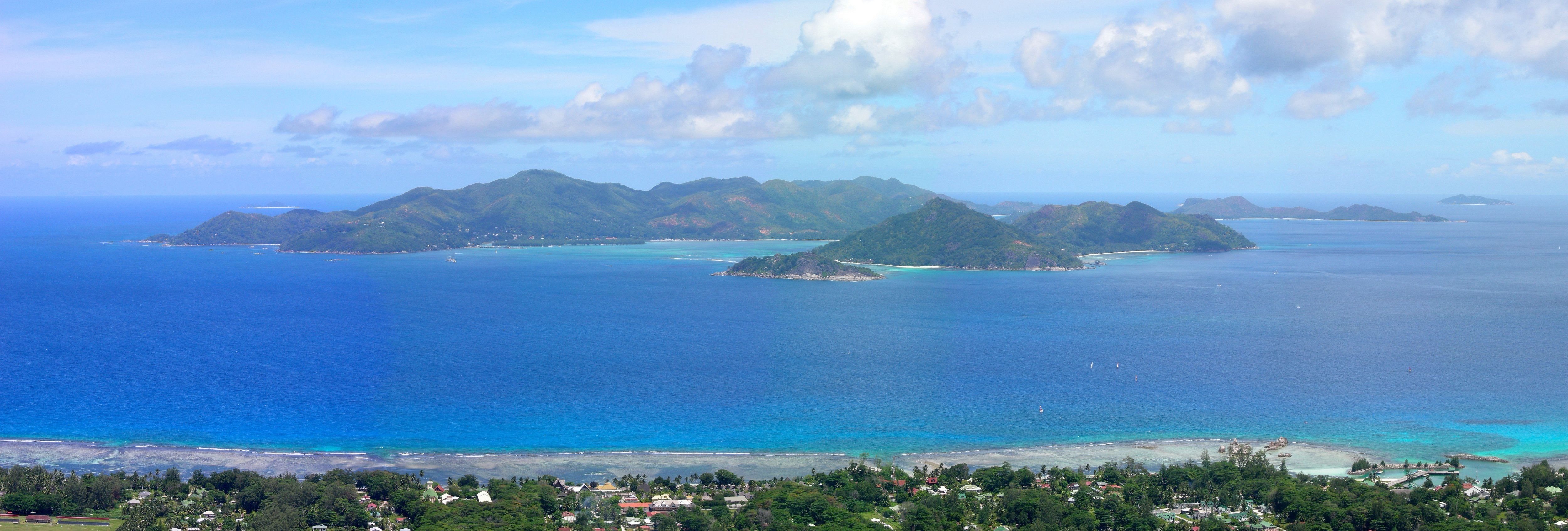
منظر لجزيرة براسلين، ثاني أكبر جزيرة في سيشل

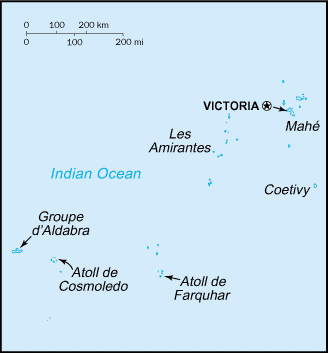
خريطة سيشل

سُمّيت بهذا الاسم نسبة إلى شخص فرنسي كان مسؤولاً عن جباية الضرائب. يتألف أرخبيل «سيشل» من نحو 115 جزيرة في المحيط الهندي تبعد نحو 1600 كيلو متر عن ساحل إفريقيا الشرقي، إلى الشمال الشرقي من مدغشقر، وتتوسط جزرها الرئيسية بقية الجزر وهي ماهيه وبراسلين ولا ديغو وهي عبارة عن جزر جرانيت صخرية.
أما بقية الجزر فهي مرجانية يغوص معظمها تحت سطح الماء مكونة بعض القمم المنخفضة، وهي ليست بركانية بطبيعتها كغيرها من الجزر البركانية. ومن الدول المجاورة لها جزيرة مدغشقر كما نجد أقرب البلدان على البر الإفريقي إليها الصومال إلى الشمال الغربي.

### المناخ
المناخ رطب للغاية، حيث أن الجزر صغيرة، وتصنفها منظومة كوبن-جايجر على أنها غابة استوائية مطيرة (Af). وتختلف درجات الحرارة قليلاً على مدار العام. تتراوح درجات الحرارة في ماهي من 24 إلى 30 درجة مئوية (75 إلى 86 درجة فهرنهايت)، ويتراوح معدل هطول الأمطار من 2900 ملم (114 بوصة) سنويًا في فيكتوريا إلى 3600 ملم (142 بوصة) على سفوح الجبال. وتكون مستويات هطول الأمطار أقل إلى حد ما في الجزر الأخرى.
| البيانات المناخية لـمدينة فيكتوريا (مطار سيشل الدولي)      | البيانات المناخية لـمدينة فيكتوريا (مطار سيشل الدولي) | البيانات المناخية لـمدينة فيكتوريا (مطار سيشل الدولي) | البيانات المناخية لـمدينة فيكتوريا (مطار سيشل الدولي) | البيانات المناخية لـمدينة فيكتوريا (مطار سيشل الدولي) | البيانات المناخية لـمدينة فيكتوريا (مطار سيشل الدولي) | البيانات المناخية لـمدينة فيكتوريا (مطار سيشل الدولي) | البيانات المناخية لـمدينة فيكتوريا (مطار سيشل الدولي) | البيانات المناخية لـمدينة فيكتوريا (مطار سيشل الدولي) | البيانات المناخية لـمدينة فيكتوريا (مطار سيشل الدولي) | البيانات المناخية لـمدينة فيكتوريا (مطار سيشل الدولي) | البيانات المناخية لـمدينة فيكتوريا (مطار سيشل الدولي) | البيانات المناخية لـمدينة فيكتوريا (مطار سيشل الدولي) | البيانات المناخية لـمدينة فيكتوريا (مطار سيشل الدولي) |
| الشهر                                                      | يناير                                                 | فبراير                                                | مارس                                                  | أبريل                                                 | مايو                                                  | يونيو                                                 | يوليو                                                 | أغسطس                                                 | سبتمبر                                                | أكتوبر                                                | نوفمبر                                                | ديسمبر                                                | المعدل السنوي                                         |
| ---------------------------------------------------------- | ----------------------------------------------------- | ----------------------------------------------------- | ----------------------------------------------------- | ----------------------------------------------------- | ----------------------------------------------------- | ----------------------------------------------------- | ----------------------------------------------------- | ----------------------------------------------------- | ----------------------------------------------------- | ----------------------------------------------------- | ----------------------------------------------------- | ----------------------------------------------------- | ----------------------------------------------------- |
| متوسط درجة الحرارة الكبرى °م (°ف)                          | 29.8 (85.6)                                           | 30.4 (86.7)                                           | 31.0 (87.8)                                           | 31.4 (88.5)                                           | 30.5 (86.9)                                           | 29.1 (84.4)                                           | 28.3 (82.9)                                           | 28.4 (83.1)                                           | 29.1 (84.4)                                           | 29.6 (85.3)                                           | 30.1 (86.2)                                           | 30.0 (86.0)                                           | 29.8 (85.6)                                           |
| المتوسط اليومي °م (°ف)                                     | 26.8 (80.2)                                           | 27.3 (81.1)                                           | 27.8 (82.0)                                           | 28.0 (82.4)                                           | 27.7 (81.9)                                           | 26.6 (79.9)                                           | 25.8 (78.4)                                           | 25.9 (78.6)                                           | 26.4 (79.5)                                           | 26.7 (80.1)                                           | 26.8 (80.2)                                           | 26.7 (80.1)                                           | 26.9 (80.4)                                           |
| متوسط درجة الحرارة الصغرى °م (°ف)                          | 24.1 (75.4)                                           | 24.6 (76.3)                                           | 24.8 (76.6)                                           | 25.0 (77.0)                                           | 25.4 (77.7)                                           | 24.6 (76.3)                                           | 23.9 (75.0)                                           | 23.9 (75.0)                                           | 24.2 (75.6)                                           | 24.3 (75.7)                                           | 24.0 (75.2)                                           | 23.9 (75.0)                                           | 24.4 (75.9)                                           |
| الهطول مم (إنش)                                            | 379 (14.9)                                            | 262 (10.3)                                            | 167 (6.6)                                             | 177 (7.0)                                             | 124 (4.9)                                             | 63 (2.5)                                              | 80 (3.1)                                              | 97 (3.8)                                              | 121 (4.8)                                             | 206 (8.1)                                             | 215 (8.5)                                             | 281 (11.1)                                            | 2٬172 (85.6)                                          |
| متوسط أيام هطول الأمطار (≥ 1.0 mm)                         | 17                                                    | 11                                                    | 11                                                    | 14                                                    | 11                                                    | 10                                                    | 10                                                    | 10                                                    | 11                                                    | 12                                                    | 14                                                    | 18                                                    | 149                                                   |
| متوسط الرطوبة النسبية (%)                                  | 82                                                    | 80                                                    | 79                                                    | 80                                                    | 79                                                    | 79                                                    | 80                                                    | 79                                                    | 78                                                    | 79                                                    | 80                                                    | 82                                                    | 79.8                                                  |
| ساعات سطوع الشمس الشهرية                                   | 153.3                                                 | 175.5                                                 | 210.5                                                 | 227.8                                                 | 252.8                                                 | 232.0                                                 | 230.5                                                 | 230.7                                                 | 227.7                                                 | 220.7                                                 | 195.7                                                 | 170.5                                                 | 2٬527٫7                                               |
| المصدر #1: World Meteorological Organization               |                                                       |                                                       |                                                       |                                                       |                                                       |                                                       |                                                       |                                                       |                                                       |                                                       |                                                       |                                                       |                                                       |
| المصدر #2: National Oceanic and Atmospheric Administration |                                                       |                                                       |                                                       |                                                       |                                                       |                                                       |                                                       |                                                       |                                                       |                                                       |                                                       |                                                       |                                                       |

## تاريخ
لم تشهد «سيشل» آثارا لحياة بشرية واضحة إلا في القرن السابع عشر حيث وصل البرتغاليون إلى الجزر فلم يجدوا فيها حياة تذكر سوى نقطة يتخذ منها القراصنة ملاذا وقاعدة لانطلاق سفنهم في المحيط الهندي، بعد أن امتد ذلك لأكثر من مائتي عام.
وفي سنة 1756م زعمت فرنسا بحقها في ضم الجزيرة وذلك بعد أن أرسل حاكم موريشيوس الفرنسي «ماهي دو لا بوردوناس» سفينة لاستطلاع الجزر فنزل قائد السفينة في أكبر الجزر ليطلق عليها اسم حاكمه ويظل الاسم إلى الآن.
وصلت أول شحنة من الفرنسيين وبعض مواطني مستعمراتهم إلى تلك الجزر سنة 1770م، وذلك لزراعة قصب السكر والبن والشاي وبعض النباتات المدارية الأخرى، وتنازلت فرنسا عن الجزيرة لصالح بريطانيا بعد الحرب التي وقعت بين البلدين أيام نابليون بونابرت وذلك في سنة 1814م.
ومن سنة 1814 إلى 1903م كانت الجزيرة تدار كجزء من موريشيوس لتصبح سيشل مستعمرة قائمة بذاتها إلى أن نالت استقلالها في يونيو من سنة 1976م.

## التقسيم الإداري
تنقسم سيشل إلى 25 ضاحية. وتقع كلها في الجزر الداخلية إلا ضاحية واحدة وهي ذي الونين سيسل في الجزر الخارجية وهي أحدث ضاحية. 8 من الضواحي تكون فكتوريا الكبرى، و14 تقع في الجزء النائي لجزيرة ماهيه (Mahé)، اثنتان من الضواحي في براسلين (Praslin) وواحدة في لا ديغو (La Digue) بما فيها جزء الأقمار الصناعية. تشمل لا ديغو أيضاً جزر نائية شمال غرب ماهيه (الجزيرة الشمالية سلويت Silhouette) وجزر الكورال في الشمال من الجزر الداخلية (دينس بيرد).
العاصمة فكتوريا تتكون من ضواحي النهر الإنجليزي وسانت لويس ومونت فلوري.
بين عام 1991 وعام 1993 الضواحي الثلاثة وعشرون كانت وحدات حكومة محلية بمجالس منتخبة. منذ ذلك الوقت هي تدار بواسطة إداريين حكوميين معينين.
| فكتوريا الكبرى - بلير ‏ - لا ريفيير أنغليز ‏ - لس ماميلس ‏ - مونت بوكستون ‏ - مونت فليوري ‏ - بلايزانس ‏ - روش كايمان - سان لويس ‏ | ريف ماهيه - آنسي-أوكس-بينس ‏ - أنس بويلاو ‏ - آنسي إيتوال ‏ - أو كاب ‏ - أنس رويال ‏ - باي لازاري ‏ - بو فالون ‏ - بال امبر ‏ - كاسكاد ‏ - قلاسي ‏ - Grand'Anse Mahé - بوينت لا رو ‏ - بورت غلاود ‏ - تاكاماكا، سيشيل ‏ | براسلين - باي سينت آن ‏ (Anse Volbert) - غراند آنز براسلين ‏ (Grande Anse) لا ديغو والجزر الداخلية المتبقية - لا ديغو (Anse Réunion) |

## السكان

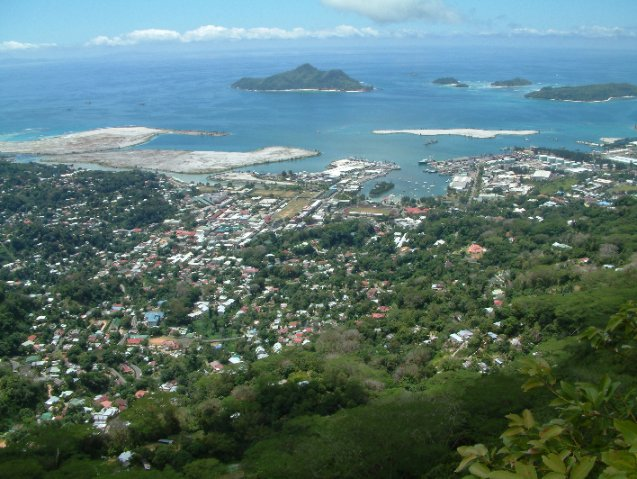
فيكتوريا، عاصمة سيشل

مدينة «فيكتوريا» وهي عاصمة الجمهورية وتقع في جزيرة «ماهي» أكبر الجزر، وهي أصغر عاصمة في العالم من حيث المساحة كما أنها المدينة وميناء البلاد الوحيد، وبها المطار الوحيد بالدولة وما دونها من المدن عبارة عن مجموعة قرى صغيرة متفرقة، ولكونها المدينة الوحيدة في البلاد فقد حظيت باهتمام كبير مما أكسبها شكلا مميزا من حيث الجمال والتخطيط.
تألف الشعب السيشلي من عدة أجناس، وأعراق مختلفة، وذلك عندما وصلت أول سفينة محملة بالعمال إلى الجزيرة سنة 1770، وهم مجموعة من الفرنسيين برفقة بعض شعوب مستعمراتهم من الأفارقة لإعانتهم، وبعد أن تأكدوا من صلاحية الأرض لبعض المنتجات الزراعية استجلبوا المزيد من العمال للعمل في حقول قصب السكر والبن والكاسافا وغيرها من النباتات المدارية الأخرى، فاستقرت هذه الشعوب مكونة قرى صغيرة ومتفرقة، وبعد أن انتقلت المنطقة إلى السيادة الإنجليزية فضّل بعض الفرنسيين البقاء.
وفي محاولة من الإنجليز لزيادة الإنتاج الزراعي في تلك الجزر لجؤوا إلى استجلاب المزيد من العمالة، وكان ذلك من أكبر مستعمرات بريطانيا في آسيا وهما الهند والصين لتضاف إلى شعوب الجزيرة أجناس أخرى رفعت من نسبة التباين العرقي.
بالرغم من هذا التنوع لا تزال سيشل من الدول الفقيرة من حيث السكان حيث يبلغ التعداد الحالي للسكان حسب آخر إحصاء أُجري سنة 2002م فقط 80.300 نسمة في نسب متفاوتة من الأفارقة والهنود والصينيين والأوروبيين، إضافة إلى قليل من العرب. تنتسب إلى أفريقيا جغرافيا، ولكنها تنتمي إلى آسيا بسكانها، فأغلب سكانها من الهنود والصينيين ومن دول شرق آسيا وبقايا من المستعمرين القدامى، وهم الإنجليز ثم الفرنسيون فيما بعد وبعض الأوربيين، وأما الأفارقة في هذه الجزر الأفريقية فهم الأقلية. ويعمل أغلبية السكان بالقطاع السياحي.

### اللغة
توجد في سيشل 3 لغات رسمية وهي الكريولية السيشيلية، الفرنسية، والإنجليزية.

### الدين
وفقًا لتعداد عام 2010، فإن معظم السيشيليين هم من المسيحيين: 76.2% منهم من الروم الكاثوليك، وتخدمهم رعوية أبرشية بورت فيكتوريا المعفاة؛ 10.6% بروتستانت، ( أنجليكانيون 6.1%، خمسينيين 1.5%، سبتيون 1.2%، بروتستانت آخرون 1.6%).
الهندوسية هي ثاني أكبر ديانة، حيث تضم أكثر من 2.4% من السكان. يتبع الهندوسية بشكل رئيسي المجتمع الهندي السيشيلي.
ويتبع الإسلام 1.6٪ أخرى من السكان. وتمثل الديانات الأخرى 1.1% من السكان، في حين أن 5.9% آخرين كانوا لا دينيين أو لم يحددوا دينهم.

## اقتصاد
تعتمد جزر سيشل في تجارتها ودخلها القومي على السياحة، فليس لها من موارد أخرى، وتشهد سيشل حاليا ازدهارا واضحاً من ناحية بناء وتشييد الفنادق والمنتجعات الكبيرة وتعتبر نقطة جذب للسياح بسبب معالمها الطبيعية، وشواطئها تعتبر من أجمل الشواطئ في العالم. وهي ما تعرضه للسائح والزائرين لها.
تسمى سيشل بلؤلؤة المحيط الهندي، نظراً لوجود الكثير من المعالم السياحية والطبيعة الخلابة، فهي تشتهر بالشواطئ ذات الرمال البيضاء الناعمة، والتي تزينها صخور الجرانيت السوداء، المتناثرة على تلك الشواطئ، ومجموعة من التماثيل التي تكونت في الماضي.
كما أن الجزر تعتبر مزارع طبيعية لكثير من أشجار البهارات مثل القرفة والفانيليا وجوزة الطيب، وتعتبر من المنتجات الزراعية الهامة في هذه الجزر .

## صور من جزيرة لا ديغو

Strände
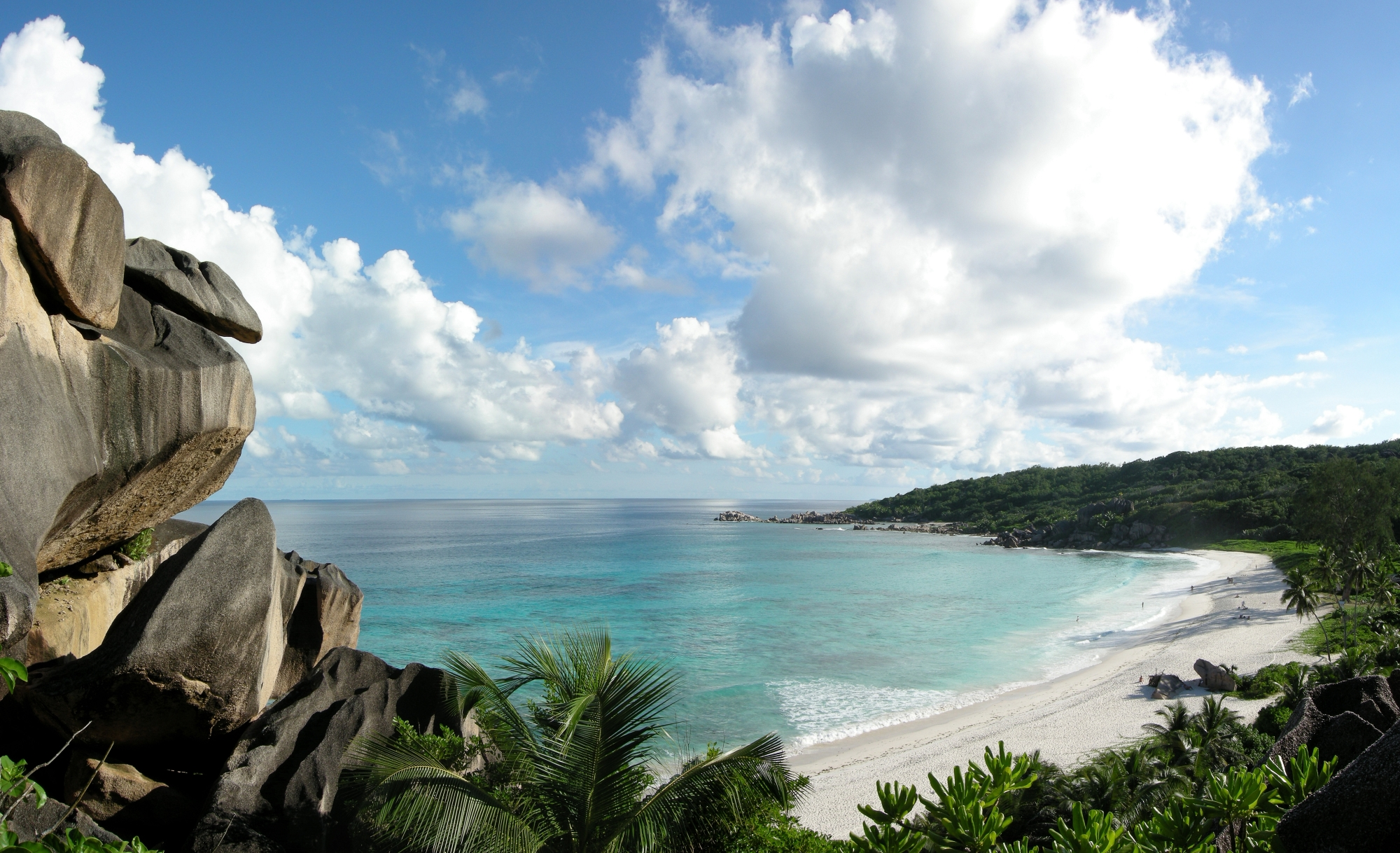
شاطيء غراند آنس
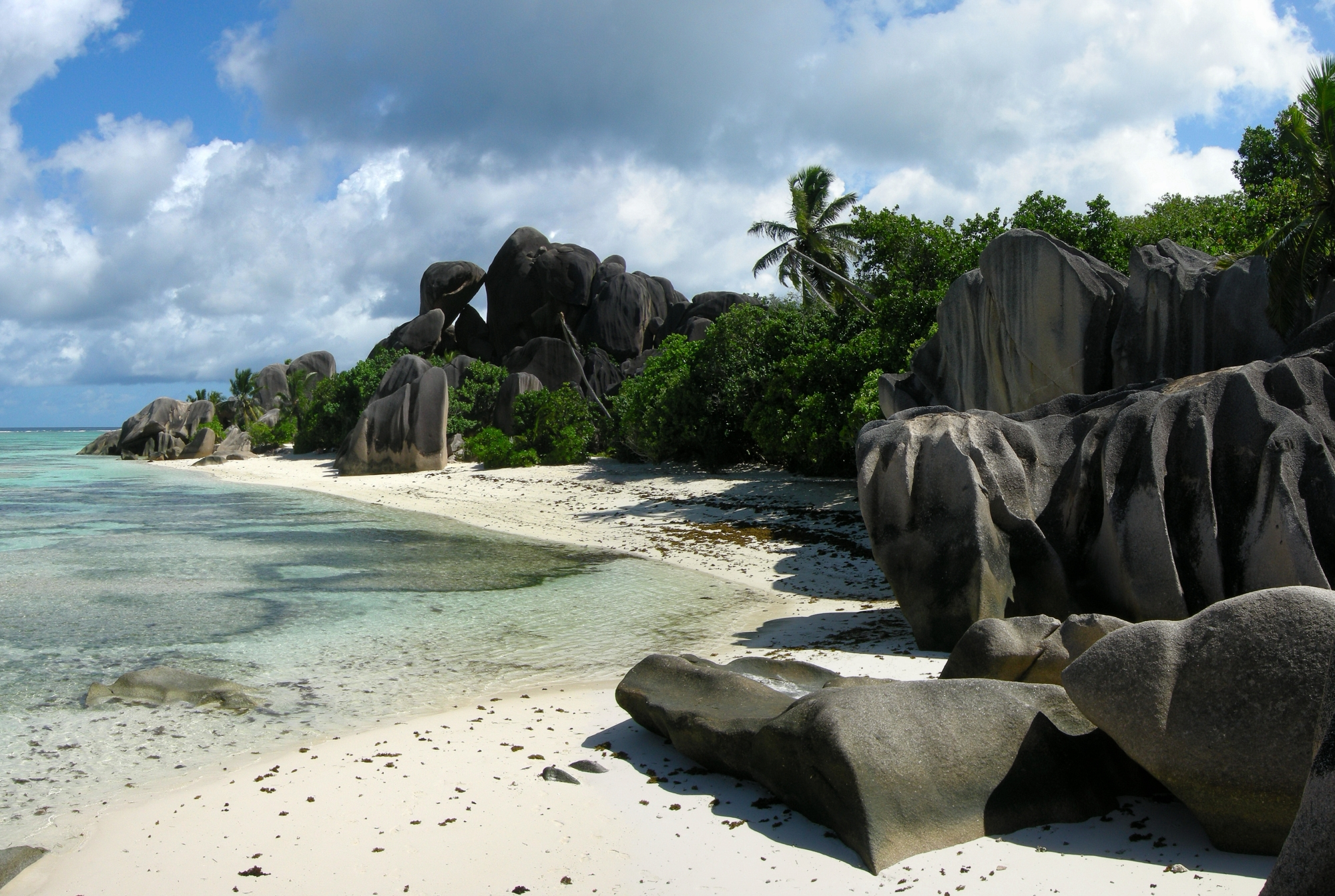
شاطيء أنس سورس دارجانت
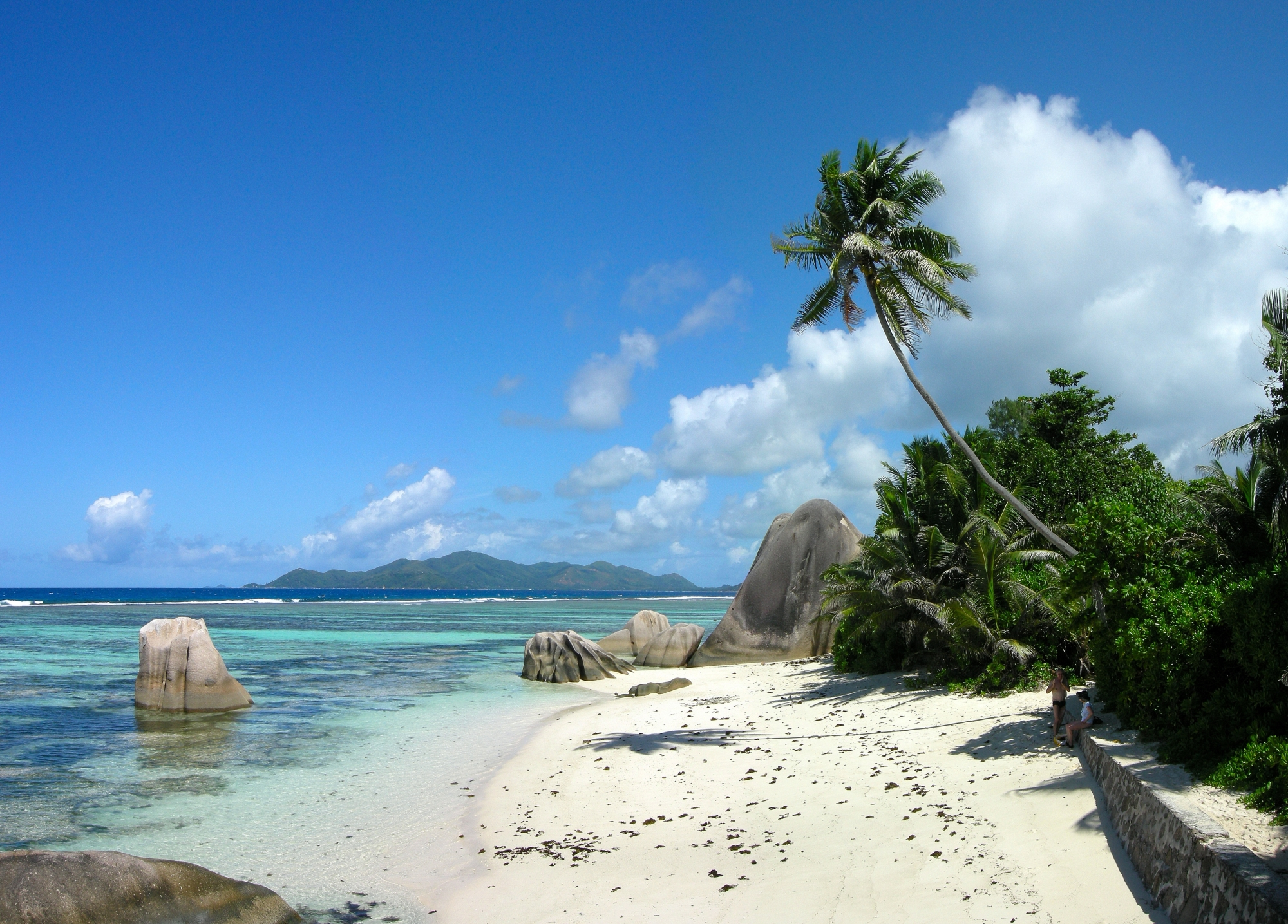
آنس سورس دارجانت
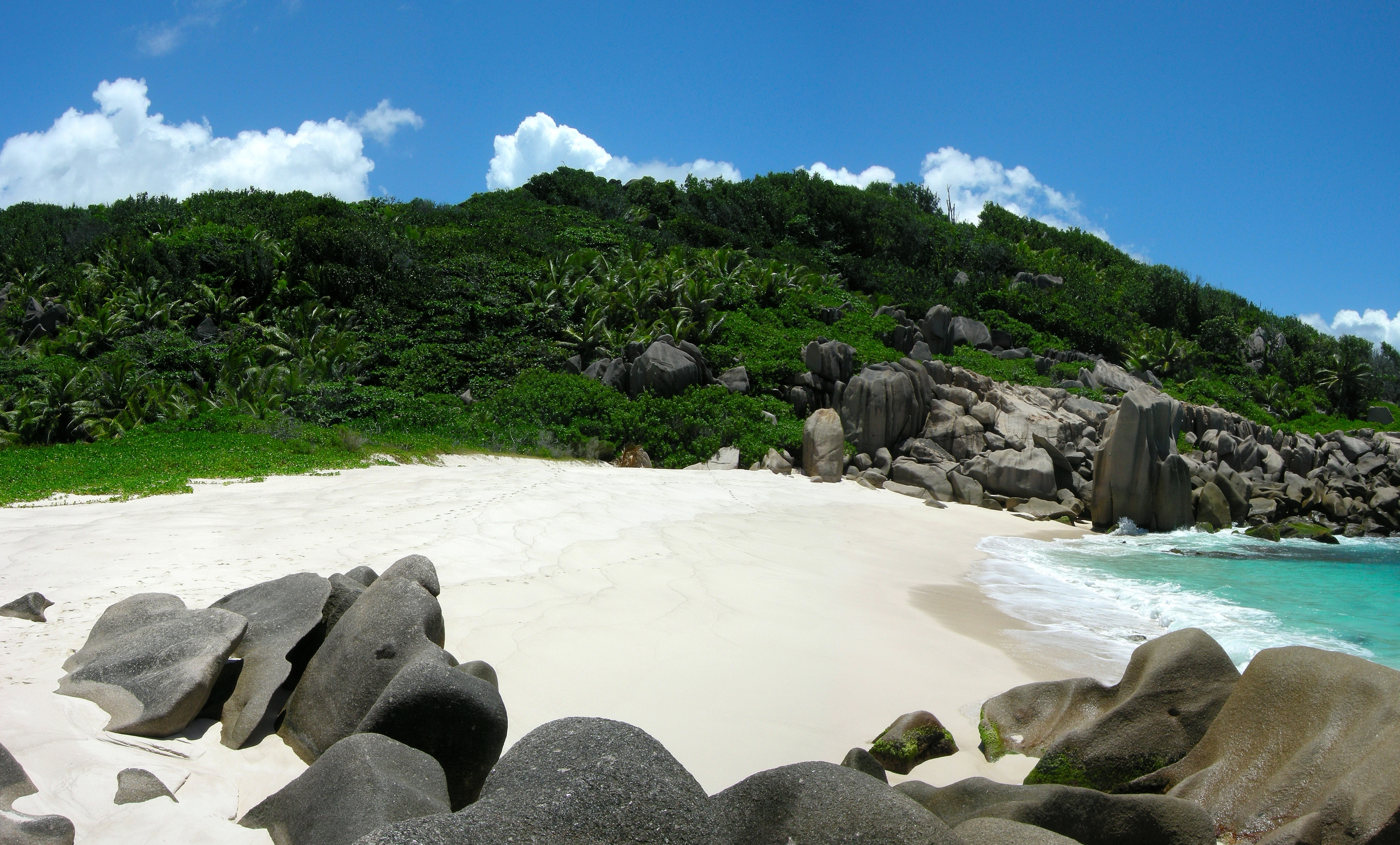
شاطيء آنس مارون